# Honey Boy
Honey Boy è un film del 2019 diretto da Alma Har'el, al suo esordio alla regia.
La sceneggiatura è stata scritta da Shia LaBeouf come parte del suo percorso riabilitativo; essa narra della sua infanzia e del controverso rapporto con il padre.

## Trama
Nel 2005, Otis Lort è una star del cinema che soffre di alcolismo. Dopo un incidente d'auto e uno scontro con la polizia, viene costretto ad andare in riabilitazione. La dottoressa Moreno, sua consigliere, gli dice che, nel caso dovesse lasciare la struttura prima che lo dichiarino ufficialmente pronto, il tribunale lo manderà in prigione per i suoi reati violenti. Poi cerca di convincere Otis che soffre di disturbo da stress post-traumatico; lui nega ripetutamente, ma la dottoressa lo incoraggia a rielaborare il suo passato travagliato attraverso la terapia dell'esposizione. Inizialmente riluttante, trovando il procedimento inutile, l'uomo inizia a ricordare la sua infanzia.
Nel 1995, Otis lavora come attore bambino e sul set viene spesso accompagnato da suo padre James, un ex clown da rodeo. James è un ex alcolizzato, ma l'astinenza lo rende costantemente nervoso, maniacale e aggressivo; i due vivono in uno squallido motel e Otis viene iscritto nel programma del Grande Fratello per volere della madre, nonostante la gelosia di James. In un'occasione, Otis chiede a James il permesso di andare a vedere una partita di baseball con Tom, uno dei membri del programma; James invita l'uomo per un barbecue, salvo poi gettarlo in una piscina e minacciarlo violentemente. Quando a Otis viene offerta una parte in un film che sarà girato in Canada, è costretto a fare da intermediario a una discussione tra i genitori, in quanto James non può accompagnarlo essendo registrato come molestatore sessuale. 
Attraverso ulteriori flashback si scopre che James ha iniziato a bere a causa degli abusi subiti dalla matrigna e in un'occasione, dopo essersi ubriacato, cercò di violentare una donna, evento che l'ha portato a essere registrato come molestatore sessuale. James tormenta Otis costringendolo a ripetere più volte le sue scene e urlando contro i vicini per ottenere silenzio, finché Otis non gli rinfaccia di essere lui al comando, in quanto è lui che procura i soldi con cui mantenersi e nessuno assumerebbe James a causa delle denunce passate. Durante un litigio, James colpisce Otis e va a comprare della droga, mentre Otis passa la notte con una ragazza che vive nello stesso motel. Il giorno dopo vengono svegliati da James e la ragazza se ne va dopo averlo schiaffeggiato; padre e figlio vanno a fumare cannabis, trovando brevemente una connessione emotiva.
Intanto, nel presente, Otis impara a lavorare per controllare i suoi problemi di rabbia. Rivisita il motel della sua infanzia e immagina di conversare con il padre, dicendogli che vuole fare un film su di lui.

## Produzione
Shia LaBeouf ha scritto la sceneggiatura del film basandosi sulla sua infanzia. Il titolo Honey Boy deriva dal soprannome della sua infanzia. Il nome del protagonista, Otis Lort, è un nome che LaBeouf aveva precedentemente usato come pseudonimo mentre lavorava alla sceneggiatura. Shia ha scritto la sceneggiatura del film come parte del suo programma di riabilitazione.
A marzo 2018 è stata annunciata l'entrata nel cast del film di Lucas Hedges e LaBeouf, con Alma Har'el alla regia. Brian Kavanaugh-Jones, Daniela Taplin Lundberg, Christopher Leggett producono la pellicola sotto rispettivamente le loro Automatik, Stay Gold Features e Delirio Films, mentre Fred Berger è il produttore esecutivo. LaBeouf ha condiviso la sceneggiatura con Alma Har'el, un'amica e collaboratrice creativa, che ha deciso di voler dirigere il film. Ad aprile 2018 Noah Jupe è entrato nel cast del film, mentre a maggio si sono uniti Clifton Collins Jr., Maika Monroe, Natasha Lyonne, Martin Starr, Byron Bowers e Laura San Giacomo, e a giugno è stata la volta di FKA Twigs.

Mentre Shia LaBeouf interpreta suo padre, Lucas Hedges interpreta l'attore durante il periodo in cui debuttò nella serie televisiva Even Stevens. Noah Jupe invece interpreta l'attore nel periodo dell'infanzia. Alla domanda su come realizzare un film basato sulla sua sceneggiatura abbia influenzato la sua riabilitazione, LaBeouf ha detto:

### Riprese
Le riprese sono iniziate nel mese di maggio del 2018 a Los Angeles, California, e sono durate 19 giorni.

## Distribuzione
Il film è stato presentato al Sundance Film Festival il 25 gennaio 2019, ed è stato distribuito nelle sale cinematografiche statunitensi da Amazon Studios l'8 novembre dello stesso anno. In Italia, il film è stato presentato in anteprima nel corso della Festa del Cinema di Roma 2019. Il film sarebbe dovuto uscire al cinema il 5 marzo per la Adler Entertainment, ma la sua uscita è stata rinviata a data da destinarsi a causa della pandemia di coronavirus.

## Riconoscimenti
- 2019 – Chicago Film Critics Association Awards[13]
  - Candidatura per il miglior attore non protagonista a Shia LaBeouf
  - Candidatura per il miglior regista rivelazione a Alma Har'el
- 2019 – Gotham Independent Film Awards[14]
  - Candidatura per il miglior interprete rivelazione a Noah Jupe
- 2019 – Sundance Film Festival
  - U.S. Dramatic Special Jury Award for Vision and Craft
- 2020 – Independent Spirit Awards[15]
  - Candidatura per la miglior regista a Alma Har'el
  - Candidatura per il miglior attore non protagonista a Noah Jupe
  - Candidatura per il miglior attore non protagonista a Shia LaBeouf
  - Candidatura per la miglior fotografia a Natasha Braier
- 2020 – Critics' Choice Awards[16]
  - Candidatura per il miglior giovane interprete a Noah Jupe